# Mathieu d’Anjou
Mathieu d’Anjou (zm. 1182) – francuski kardynał.
Pochodził z Angers. Studiował prawdopodobnie w Paryżu, uzyskując tytuł magistra. Następnie został profesorem na Uniwersytecie Paryskim. We wrześniu 1178 papież Aleksander III mianował go kardynałem prezbiterem S. Marcelli. Uczestniczył w Trzecim Soborze Laterańskim w 1179 i papieskiej elekcji 1181. Podpisywał bulle papieskie między 2 grudnia 1178 a 6 września 1182; niedługo po tej ostatniej dacie zmarł.